# Марцел I
Святий Марцел I (лат. Marcellus; ? — 16 січня 309, Рим, Римська імперія) — тридцятий папа Римський (30 травня 308—16 січня 309), обраний папою через три роки Sede vacante після смерті папи Римського Марцеліна.

## Понтифікат
Оскільки переслідування християн послабшали він займався відродженням церковного життя. Поділив римську церкву на 25 парафій (tituli), керівниками яких призначив пресвітерів. Папа також заклав нові поховання християн, зокрема, в Coemeterium Novellœ  на Соляний дорозі (навпроти Катакомб Святої Прісцилли). Вигнаний римським імператором Максенцієм через заворушення, причиною яких було запровадження занадто суворої покути для осіб, що зреклися християнства, але хотіли знову навернутись до віри. Марцел за часів Максенція був заарештований і відправлений доглядати худобу, де і помер. Це сталося в кінці 308 або початку 309 року. Був похований у Катакомбах святого Калліста. Реліквії святого папи Марцела I зберігаються у церкві Сан-Марчелло-аль-Корсо у Римі.
Його день відзначається католицькою церквою 16 січня, православною 7 червня.